# Пшиточна
Пшиточна (пол. Przytoczna) — село в Польщі, у гміні Пшиточна Мендзижецького повіту Любуського воєводства.
Населення — 2318 осіб (2011).
У 1975-1998 роках село належало до Гожовського воєводства.

## Демографія
Демографічна структура станом на 31 березня 2011 року:
|          | Загалом | Допрацездатний вік | Працездатний вік | Постпрацездатний вік |
| -------- | ------- | ------------------ | ---------------- | -------------------- |
| Чоловіки | 1142    | 219                | 835              | 88                   |
| Жінки    | 1176    | 195                | 756              | 225                  |
| Разом    | 2318    | 414                | 1591             | 313                  |